# Їжа давніх римлян
Основою харчування давніх римлян був хліб. Так, раб що місячно отримував 4 модія зерна. Легіонер отримував 4 модія — такою була норма встановлена для здорового чоловіка, який займався фізичною працею.
Хліб — їжа пісна і потребує гострої приправи. Катон давав своїм рабам солоні маслини і дешеві рибні консерви. Маслина — дерево невибагливе і щедре: два-три дерева столових сортів давали урожай, достатній для того, щоб на довгий час забезпечити сім'ю солоними і маринованими маслинами.
Що стосується фруктів, то тут на першому місці стояв інжир, який Катон вважав додатком до хліба таким ситним, що, як тільки інжир дозрівав, хлібна пайка рабам — колодникам зменшувалася на цілий фунт. Сушений інжир (винні ягоди), солодкі яблука і груші входили у зимове меню.
Отже, хліб з приправою з солених маслин, з часником чи цибулею, овочі і фрукти. А на гаряче? У сівозмінах давньої Італії постійно є бобові, їх сіють з року в рік, і вони готують землю під урожай зернових. Головне місце серед них займають боби — рослина високоврожайна і дуже дешева. Крім бобів, сіяли горох, сочевицю. Улюбленим у трудового люду Риму був густий суп, зварений з бобів у стручках.
Про м'ясо Катон нічого не говорить: раб бачив його так рідко, що і говорити не вартувало.
Відносно вживання молочних продуктів теж можемо тільки здогадуватися. Якщо і було декілька кіз, то сім'я мала сир.
Селяни отримували гарячу їжу, очевидно, раз на день, коли закінчувалися денні роботи. На роботу зранку теж голодними не йшли. На сніданок вживали хліб з розтертим солоним сиром з часником, духмяними травами, приправленим оливковою олією і трішки оцтом.
Зовсім інакше харчувалися пастухи, які випасали отари овець. Їхня їжа була значно багатша молочними продуктами і м'ясом. І хоч як прискіпливо вів облік старший пастух, він все ж розумів, що загострювати відносини зі своїми підлеглими на віддалених пасовищах ні до чогою. Тому якщо овечка падала у прірву або раптово гинула від хвороби, краще було вірити таким поясненням. Молоко з далеких пасовищ відправляти було нікуди, а все переробляти його на сир не вистачало рук, тому і молока, і сиру пастухи наїдалися досхочу. Крім того, вони ходили на полювання, і дуже успішно.
Для характеристики столу багатія тих часів дуже цікаві кулінарні рецепти Катона. Це рецепти пирогів і печені, тобто народної їжі. Для їх приготування беруть пшеничне борошно, багато сиру, скупувато меду і жиру і всього-на -всього одне яйце.
Останній рік республіки вже зовсім інший: щезає стара простота; новому поколінню, знайомому з розкішшю грецького Сходу, рідна старовина не по носі. Варрон розповідає про виникнення промислового птахівництва, яке є дуже вигідним, бо розкоші дійшли до того, що в стінах Риму тільки і знають, що бенкетувати з дня на день. Гортенсій вразив всіх, коли вперше подав на стіл павичів: це був обід на честь обрання його авгуром.
Якщо порівняти перелік запасів їжі, який є у Катона і Варрона (борошно, крупа з полби, солона дрібна риба, полядвиця, кури, гуси, дикі голуби, яйця, свинячий жир, мед, молоко, сир, овочі, яблука, груші, інжир — у Катона; дрозди, павичі, голуби, горлиці, кури, цесарки, зайці, кролики, равлики, мурени — у Варрона), з тими запасами, які є в Марціала — відчуйте різницю! Це дичина, домашня птиця і риба, дрозди, славки, вивільги, куропатки, фламінго, фазани, журавлі, рябчики, лебеді, козулі, африканські газелі, олені, онагри, каплуни, камбала, гусяча печінка, раки, форель, морські їжаки, осетри.